# Hajdarli
Hajdarli – wieś w Armenii, w prowincji Lorri. W 2011 roku liczyła 33 mieszkańców.